# Manifeste de l'OJAM

Le drapeau de l'UNIA (Universal Negro Improvement Association and African Communities League) est repris dans le manifeste.

Le Manifeste de l'OJAM (OJAM pour Organisation de la jeunesse anticolonialiste de la Martinique) ou « La Martinique aux martiniquais », est un manifeste rédigé en 1962 en Martinique par 18 auteurs. Il fut placardé en Martinique les 23 et 24 décembre 1962.

## Les 18 auteurs
Rodolphe Désiré, Renaud de Grandmaison, Henri Pied, Hervé Florent, Marc Pulvar, Joseph René-Corail, Léon Sainte-Rose, Charles Davidas, Roger Riam, Victor Lessort, Gesner Mencé, Henri Armougon, Manfred Lamotte, Guy Dufond, Guy Anglionin, Georges Aliker, Josiane Saint-Louis-Augustin et Roland Lordinot.

## Conséquences et réactions
Les 18 jeunes auteurs de ce manifeste sont arrêtés, emprisonnés à Fresnes et accusés d'atteinte à la sûreté de l'État. Ils sont jugés, lors d'un procès politique en 1964 qui se soldera par un acquittement général.

## Documentaire
- 2012 : La Martinique aux Martiniquais : l'affaire de l'Ojam de Camille Mauduech[2],[3]

## Sources et liens externes
- "Il y a 50 ans le manifeste de l'OJAM" sur m-apal
- "50 ans après, l’O.J.A.M en débat : histoire, enjeux... et quelles continuations ?" sur madinin-art.net, 17 février 2013
- "18 jeunes Martiniquais face à la répression" sur temoignages.re, décembre 2012